# Alice B. Toklas
Alice Babette Toklas (San Francisco, California; 30 de abril de 1877-París; 7 de marzo de 1967) fue la pareja, compañera y confidente de la novelista Gertrude Stein.

## Biografía

### Primeros años, la relación con Gertrude Stein
Nació en el seno de una familia judía de clase media. Asistió a escuelas en Seattle y San Francisco y durante un breve tiempo estudió música en la Universidad de Washington. Conoció a Stein en París en 1907 justo el día que arribó a la ciudad. Juntas formaron un grupo que atrajo a la generación de escritores expatriados norteamericanos, como Ernest Hemingway, Thornton Wilder y Sherwood Anderson, así como a pintores representativos del movimiento avant-garde, como Picasso, Matisse y Braque.
Para Stein, Toklas fue su confidente, amante, cocinera, secretaria, musa, editora, crítica y administradora, pero se mantuvo fuera de los reflectores, viviendo bajo la sombra de Stein durante muchos años hasta que esta última publicó sus "memorias" en 1933 bajo el título La autobiografía de Alice B. Toklas. Este se convertiría en el mayor éxito de ventas de Stein. Ambas pasaron el resto de sus vidas juntas, hasta que Stein murió.

### Después de Stein
Después de la muerte de Gertrude Stein en 1946, Toklas publicó su propio libro de memorias en 1954 en un volumen que mezcla episodios de su vida con recetas, titulado El libro de recetas de Alice B. Toklas. La receta más famosa que contiene el libro (una contribución de su amigo Brion Gysin) se llama "Fudge de hashish", y es una mezcla de frutas, nueces, especias y marihuana. Esta receta provocó que frecuentemente se llamara Brownie de Alice B. Toklas a dichos pastelillos que se hacen mezclando cannabis en los ingredientes.
Este libro de recetas se ha seguido reeditando continuamente desde que apareció por primera vez. Un segundo libro de recetas apareció en 1958, titulado Aromas y sabores del pasado y presente, sin embargo, Toklas no lo consideraba como de su autoría ya que el editor Poppy Cannon, de la revista House Beautiful, lo había editado y modificado considerablemente. Además de estos libros, Toklas también escribió artículos para los diarios The New Republic y el New York Times.
En 1963 publicó su autobiografía, Lo que se recuerda, que termina abruptamente con la muerte de Gertrude Stein, asentando así el hecho de que Stein fue el amor de su vida. Sus años de vejez fueron difíciles debido a su salud deteriorada y a problemas financieros. Estos se agravaron por el hecho de que los herederos de Stein le habían quitado las pinturas que esta le había dejado a su muerte. Más tarde, Toklas se convirtió a la religión católica y murió en el seno de esa religión. Cuando murió tenía 89 años y fue enterrada en el Cementerio Père Lachaise en París, Francia.

## En la cultura moderna
Varias referencias de sus famosos brownies aparecen en la película de Peter Sellers I Love You, Alice B. Toklas!
Alice B. Toklas aparece en la comedia cinematográfica absurda sueca titulada Picassos Aventyr (Aventuras de Picasso), dirigida por Tage Danielsson. Una broma recurrente en el filme se basa en un juego de palabras: Gertrude Stein a menudo manda callar a Alice B. Toklas con la frase "Alice, be talkless" (que en inglés se pronuncia casi igual al nombre de Alice).